# Dursunbey (district)
Dursunbey is een Turks district in de provincie Balıkesir en telt 46.938 inwoners (2007). Het district heeft een oppervlakte van 1948,2 km².
De bevolkingsontwikkeling van het district is weergegeven in onderstaande tabel.
| 1997   | 2000   | 2007   |
| ------ | ------ | ------ |
| 45.667 | 47.429 | 46.938 |